# Kusfors
Kusfors är en by i Norsjö distrikt (Norsjö socken) i Norsjö kommun, Västerbottens län (Västerbotten). Byn ligger vid länsväg 846, på norra sidan av Rengårdsdammen, ett vattenmagasin i Skellefteälven, cirka tre kilometer österut från småorten Gumboda och cirka 20 kilometer västerut från tätorten Boliden.
I östra utkanten av byn går Stambanan genom övre Norrland som här korsar Skellefteälven. Tidigare hade denna en annan sträckning genom byn och då fanns här också en station längs banan. Det gamla stationshuset används numera som ett café. På det gamla spåret utanför står ett ånglok av typ B från 1915.